# Нижньоаскарово
Нижньоаска́рово (рос. Нижнеаскарово) — село у складі Сарактаського району Оренбурзької області, Росія.

## Населення
Населення — 108 осіб (2010; 187 у 2002).
Національний склад (станом на 2002 рік):
- росіяни — 65 %